# Per Mattsson Helsingius
Per Mattsson Helsingius, Petrus Mattiæ Hèlsingius, död 1618 i Örebro, var en svensk präst.
Han var gift med Elisabet Tidemansdotter och makarna fick två döttrar och en son: Elisabet Helsingia, gift med borgmästaren i Örebro Olof Larsson och mor till Johan Hogg, Anna Helsingia, gift med brukspatronen Jöns Grubb, och burggreven Lars Persson Broman.
Petrus Mattiæ Hèlsingius (den akuta accent över släktnamnet i källan får det nog skyllas på feltryck eller märklig typografi) härstammade sannolikt från den på 1600-talet i Närke vitt spridda prästsläkten Hèlsingius. Efter akademiska studier och sedan han i Uppsala promoverats till filosofie magister blev han lärare vid katedralskolan i Strängnäs. Han mottog 1611 Bälinge pastorat som han förestod fram till 1615. Redan 1613 tröttnade han på befolkningen i Bälinge som hade problem att svara upp till Hèlsingius rättigheter. Ett års lön var då i Bälinge 80 daler, 60 tunnor spannmål, 2 lispund smör och 12 lispund kött och fisk. Han fick efter flera klagomål förflyttning till Örebro 1615 och förordnades där till Generalis præpositus (in-spector) Nericiæ, som var ett inspektorat över alla Närkes prästerskap.